# Air Rouergue
Air Rouergue (code IATA : YU) était une compagnie aérienne régionale française de troisième niveau basée sur l'aéroport de Rodez-Marcillac, créée pour exploiter la ligne Rodez-Paris puis exploitant plusieurs lignes régionales régulières par la suite, au départ de Rodez et du sud-ouest de la France. 

## Histoire
Air Rouergue est créée en 1970 par Claude Chégut pour exploiter la ligne Rodez-Paris.
La compagnie s'appelle d'abord Uni-Air Rouergue entre 1970 et 1974, puis Air Rouergue entre 1974 et 1977 puis UAR - Air Rouergue  (UAR signifiant Union Aéronautique Régionale).
Le principal actionnaire de la compagnie est le Crédit agricole, Claude Chégut étant l'ancien directeur de la caisse régionale Aveyron du crédit agricole de 1958 à 1986.
C'est le 1er décembre 1970 que le Beechcraft 80 Queen Air de la compagnie Uni-Air Rouergue décolle de Rodez vers Paris-Le Bourget à 7 h 10 avec deux passagers à bord, Jacques David, négociant en chaussures à Rodez et Marcel Bruel, vice-président de la FNSEA. Le vol dure 2 h 20. Le vol retour atterrit à Rodez à 22 h 20 avec Jacques David et Aimé Trébosc, le directeur de la compagnie.
La compagnie rejoint l'association des transporteurs aériens régionaux, un syndicat professionnel qui regroupe les compagnies Air Alpes, Air Alsace, Air Aquitaine, Air Languedoc, Pyrénair, Air Antilles, Air Martinique et Guyane Air Transport présidé par Michel Ziegler, fondateur d'Air Alpes.
La compagnie Air Limousin, basée sur l'aéroport de Limoges-Bellegarde, entre au capital d'Air Rouergue et de Pyrénair dans le but de créer la compagnie aérienne du Sud-Ouest (CASO). 
Ensuite, c'est au tour d'Air Alpes de racheter Air Limousin avec Air Rouergue et Pyrénair. 
Le 1er octobre 1977 voit la création de la société d'économie mixte Union Aéronautique Régionale (UAR), reprenant l'exploitation de la Compagnie Air Rouergue. 
Air Alpes sera à son tour assimilée par la compagnie TAT.
La fin de UAR-Air Rouergue intervient en juillet 1980 par son intégration au groupe aéronautique TAT.

## Code I.A.T.A.
Air Rouergue avait obtenu différents codes de l'association internationale du transport aérien.
- 1970 : YU[7].
- 1978 : UZ[8],[9],[10].

## Lignes
- 1970 : Rodez-Paris (aéroport du Bourget)
- 1973 : Aurillac-Rodez-Paris
- 1975 :
  - Rodez-Paris
  - Rodez-Albi-Marseille
  - Rodez-Lyon[11]
- 1976 :
  - Rodez-Le Puy-en-Velay-Lyon
  - Aurillac-Paris (aéroport du Bourget)
  - Rodez-Marseille[12]
  - Rodez-Paris
- 1977 :
  - Rodez-Le Puy-en-Velay-Lyon
  - Rodez-Paris (Aéroport d’Orly)
  - Aurillac-Paris

## Statistiques
Nombre de passagers transportés :
| 1971  | 1973   | 1975   | 1977   |
| ----- | ------ | ------ | ------ |
| 3 454 | 13 106 | 22 410 | 43 000 |

## Flotte
- De Havilland Canada DHC-6 : immatriculés F-BTOO, F-BOOH et F-BYAG (loué à Pyrénair en 1978[13]) ;
- Beechcraft 80 Queen Air ;
- Beechcraft 99 : immatriculés F-BTDV, F-BRUX et F-BSUZ ;
- Fokker 27 : immatriculés F-BYAH, F-BUFO, F-BIUK, F-BYAC, F-GBDK, F-BVTU, F-BYAF et F-BYAI ;
- Fairchild FH-227 : immatriculés F-GBRZ, F-GCFC et F-GCFD ;
- Piper PA 31.

## Accident
Le 28 janvier 1979 en approche sur l'aéroport de Rodez, un Fokker 27 immatriculé F-BYAH d'UAR - Air Rouergue s'écrase lors d'un vol de contrôle après une réparation sur l'appareil (une intervention sur un aileron), faisant 5 morts sur les 6 personnes présentes à bord.

## Galerie photographique

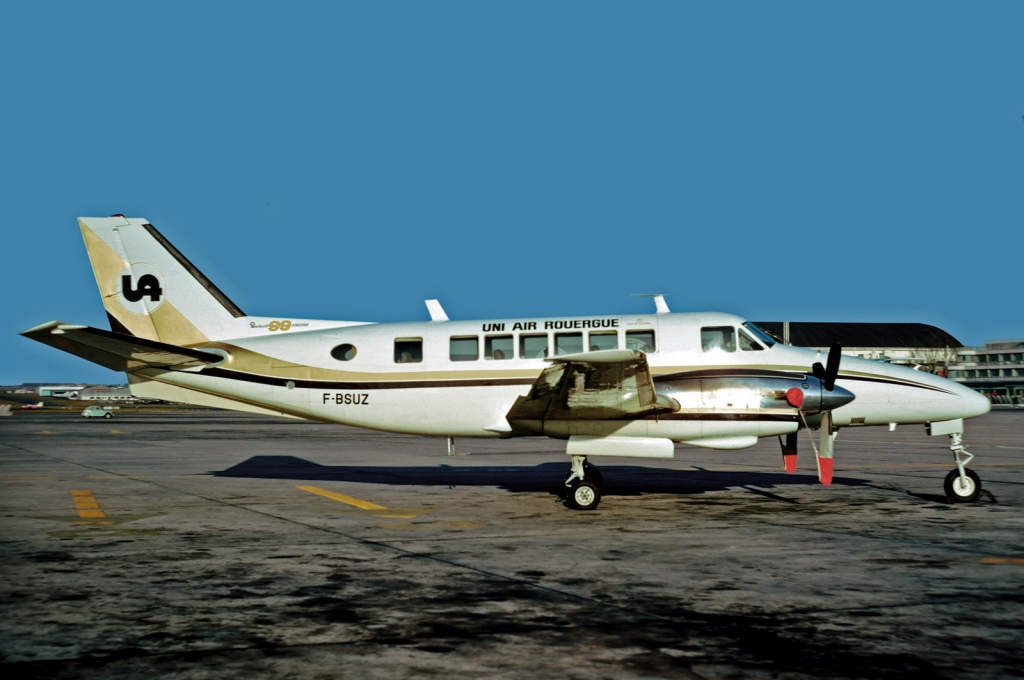
Beechcracft 99 F-BSUZ d'Uni Air Rouergue en 1971 au Bourget.
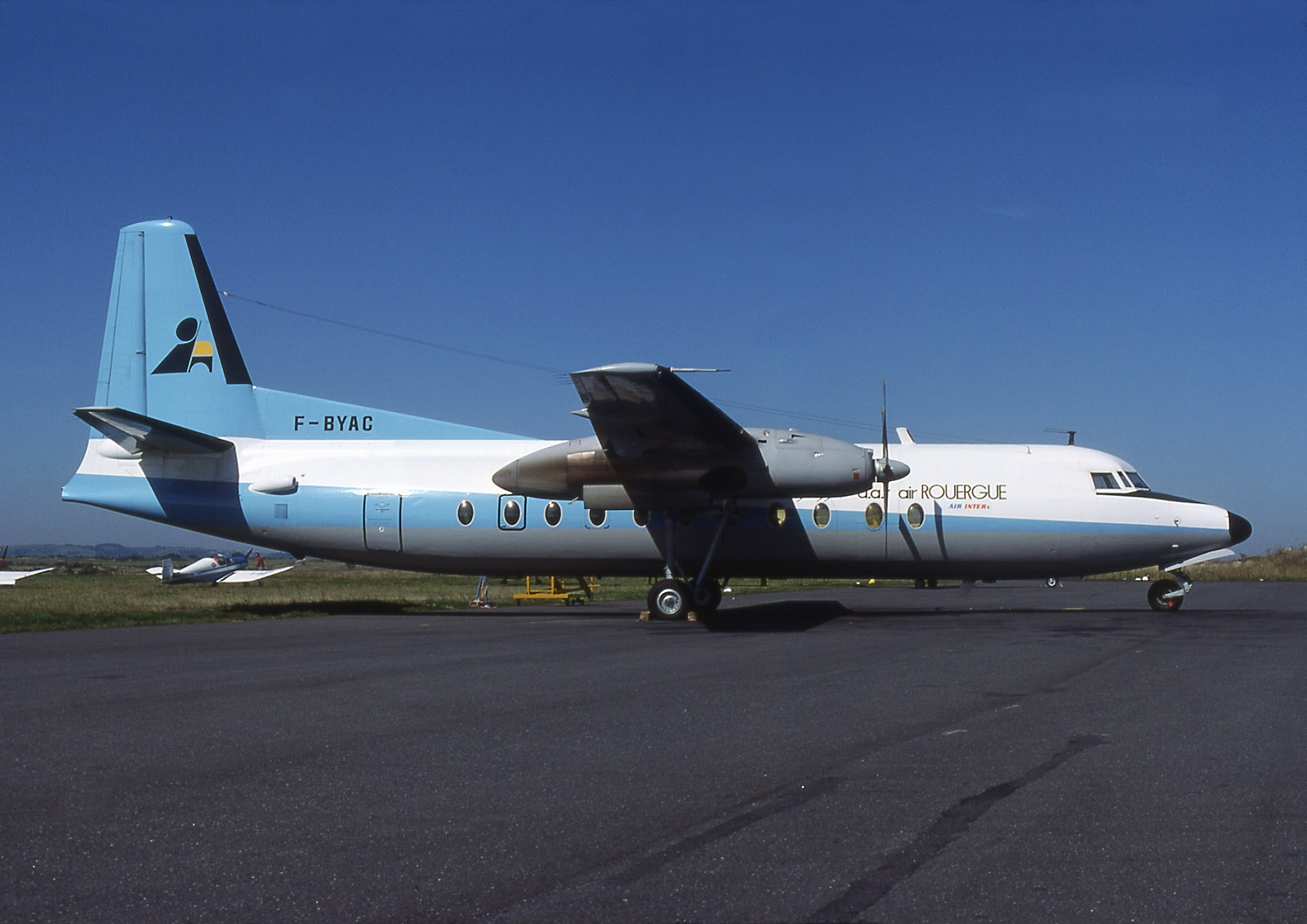
Fokker 27 F-BYAC d'UAR Air Rouergue avec logo Air Inter en 1977 à Rodez.
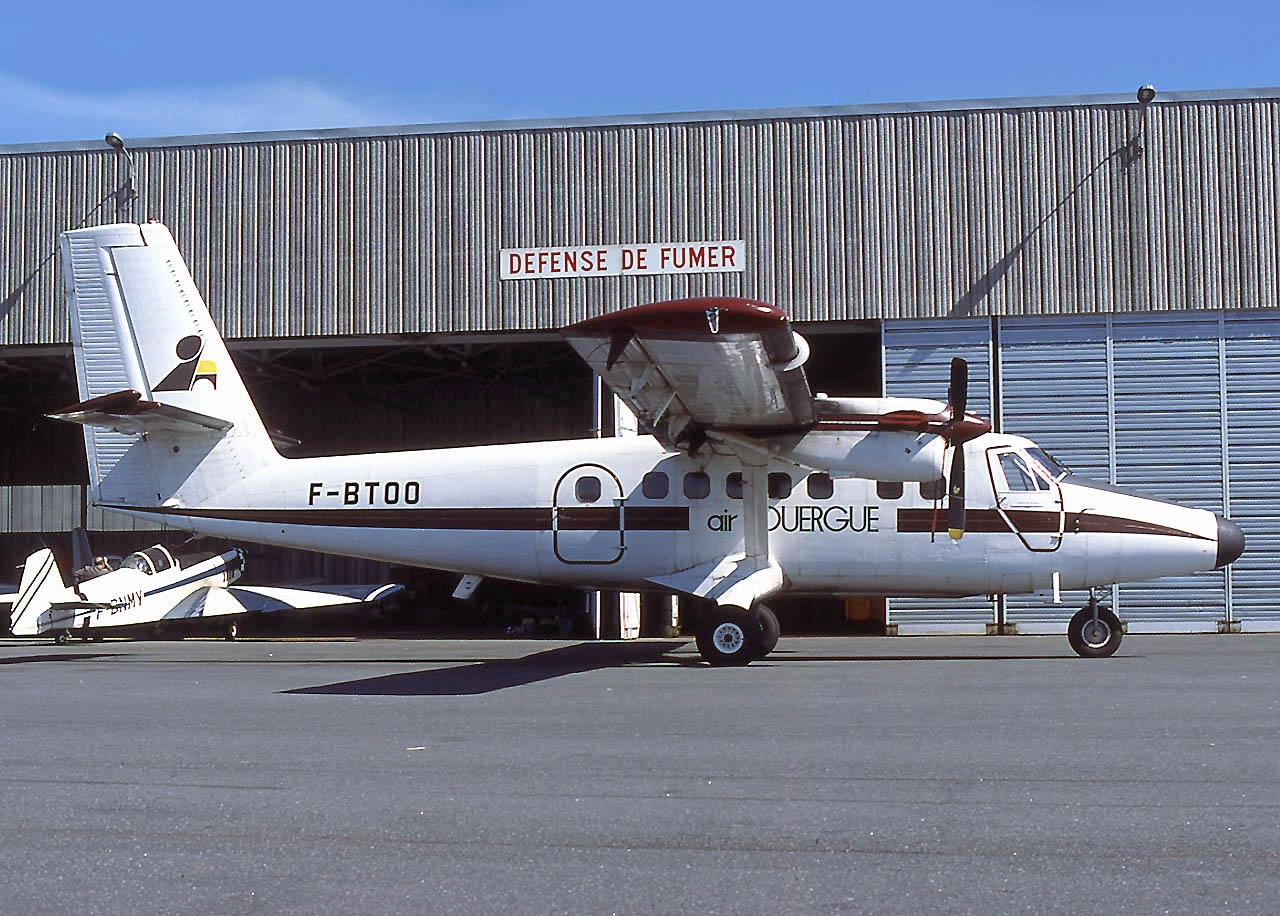
DHC-6 Twin Otter F-BTOO d'Air Rouergue à Albi en 1977.
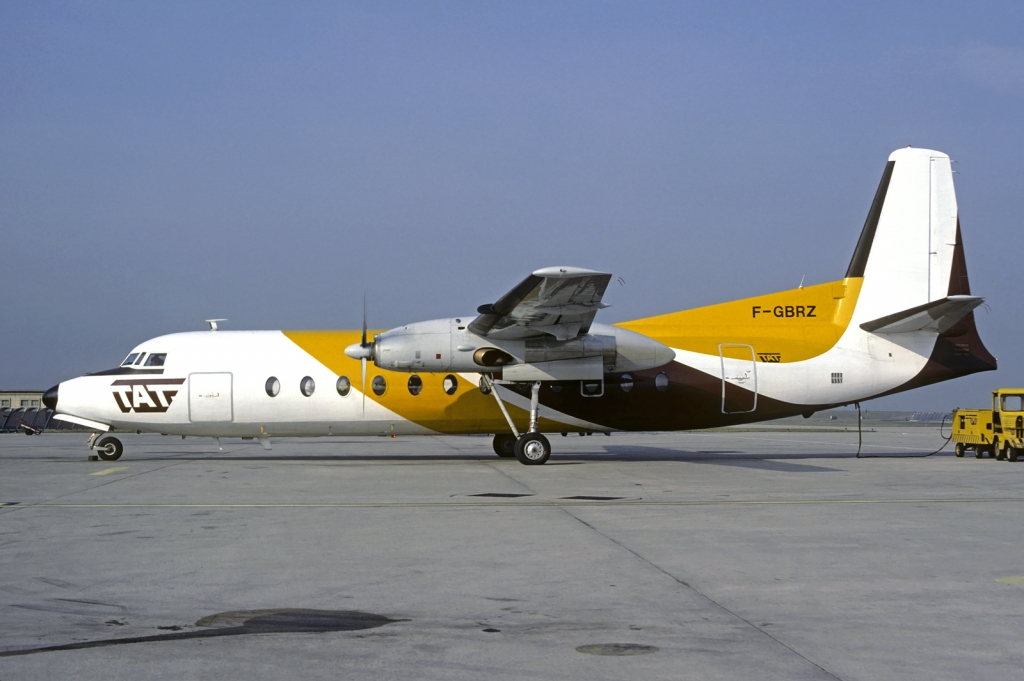
Le FH-227 F-GBRZ aux couleurs d'Air Rouergue avec logo TAT en 1981.